# Estación de Philippeville
La estación de Philippeville es una estación de tren belga situada en Walcourt, en la provincia de Namur, región Valona.
Pertenece a la línea  de S-Trein Charleroi.

## Situación ferroviaria
La estación se encuentra en la línea 132 (Charleroi-Treignes).

## Intermodalidad
| Línea | Procedencia      | Parada             | Destino                       |
| ----- | ---------------- | ------------------ | ----------------------------- |
| 108   | BEAUMONT Gare    | PHILIPPEVILLE Gare | PHILIPPEVILLE Rue de la Reine |
| 132   | WALCOUR Gare     | PHILIPPEVILLE Gare | PHILIPPEVILLE Rue de la Reine |
| 136   | SAINT-AUBIN Pont | PHILIPPEVILLE Gare | FLORIENNES Gare d'autobus     |
| 451   | NEUVILLE Église  | PHILIPPEVILLE Gare | CHARLEROI Sud                 |